# Santos Acosta
Santos Acosta (Miraflores, Boyacá, 1 de novembro de 1828 — Bogotá, 9 de janeiro de 1901) foi um político colombiano que chegou a presidente da República entre 1867 e 1868. Organizou o Tribunal de Contas e fundou a Universidade Nacional.